# 方敏 (1920年)
方敏（1920年—1993年1月26日），男，湖北蕲春人，中华人民共和国政治人物，曾任陆军第60军副政委，兼任南京市革委会主任，后兼任中共江苏省委委员、中共南京市委书记。中共十大代表。

## 生平
生于破落小地主家庭，全家八口人，家境贫寒。1934年读私塾。1937年入启明中学。由长兄何定华（地下党员，原名方瀚）通过河南省委介绍，与其母、二兄方载阳、妹妹方如蕙、妹夫张治平5人，经八路军西安办事处于1938年3月3日抵达延安。入陕北公学学习。1938年5月加入中国共产党。1938年6月转入抗大第四期。1940年春赴晋西北前线任八路军第一二〇师政治部直属政治处干事、总支书记、师警卫营代理政委。1943年任延安的陕甘宁晋绥联防军政治部民运部干事，参加了延安整风。1944年随三五九旅南下支队南征。后在湖北省调入鄂东家乡的新四军第五师独立第二旅任警卫营政治教导员。1946年冬随独二旅旅长张体学、赵辛初等十余人，分途到南京梅园新村中共办事处。1947年春由董必武安排到山东解放区，在胶东军区的新五师、华东野战军第十三纵队、解放军第三十一军，历任营政治教导员、团政治处副主任、政治处主任，团副政委、团政委。参加了胶东保卫战、兖州战役、济南战役、淮海战役、渡江战役、上海战役、金厦战役。
1952年5月入南京军事学院第二期政治系学习，1954年优等生毕业，调北京的中国人民解放军政治学院任教员。1957年秋调任第二十七军第79师政治部主任，第80师副政委、第81师政委。1963年参加上海虹桥机场扩建领导工作。1965年春调任第六十军政治部副主任。1966年5月任第六十军政治部主任。1968年1月初，根据中央的指示，南京军区派出“军训团”进驻南京大学“清队”，方敏为“军训团”负责人。1968年3月13日成立南京大学革命委员会，方敏任校革委会一把手。省革委会委员、常委。1969年10月至1981年7月任陆军第60军副政委。1970年12月到1975年2月兼任南京市革命委员会第一副主任、主任、市革委会党的核心小组组长（1971年4月-1974年6月）。后兼任中共江苏省委委员、南京市委书记。1984年1月经中央军委批准离休，正军级待遇。1993年1月26日方敏在镇江逝世。

## 家庭
兄何定华（方瀚）。